# Molophilus (Austromolophilus) koorang
Molophilus (Austromolophilus) koorang is een tweevleugelige uit de familie steltmuggen (Limoniidae). De soort komt voor in het Australaziatisch gebied.